# Caleta Riñón
La caleta Riñón (51°37′S 57°44′O / -51.617, -57.733) es una entrada de mar que se encuentra en la zona oriental de la isla Soledad del archipiélago de las Malvinas. Administrativamente pertenece al departamento Islas del Atlántico Sur de la provincia de Tierra del Fuego, Antártida e Islas del Atlántico Sur.
Esta pequeña caleta se localiza entre la isla Celebroña y la punta Celebroña. Además se ubica al sur de la entrada a la Bahía de la Anunciación y al noreste de puerto Groussac. En esta caleta hay un buen fondeadero para buques pequeños y medianos, con cualquier tiempo.

## Historia
El 1 de mayo de 1982, durante la guerra de las Malvinas, se libró un combate aeronaval menor en aguas próximas a esta caleta. El mismo tuvo lugar entre el guardacostas PNA Islas Malvinas (GC-82) y el ARA Forrest de la Argentina, contra un helicóptero británico Westland Lynx HAS.Mk.2/3 de la fragata HMS Alacrity.